# David W. Schindler
David William Schindler (* 3. August 1940 in Fargo, North Dakota, USA; † 4. März 2021 in Brisco, British Columbia, Kanada) war ein amerikanisch-kanadischer Ökologe und Limnologe. Im Gebiet der kanadischen Experimental Lakes Area gelang ihm 1973 der Nachweis, dass vor allem Phosphate als Ursache für die Eutrophierung von Binnengewässern infrage kommen.

## Ausbildung
David Schindler wuchs als ältestes von vier Geschwistern auf der Farm seiner Eltern in Barnesville, Minnesota, auf. Ab 1958 studierte er zunächst Ingenieurwissenschaften an der University of Minnesota, wechselte aber – nach Lektüre des 1958 veröffentlichten Buchs The Ecology of Invasions by Animals and Plants, verfasst vom britischen Ökologen Charles Elton – nach zwei Jahren an die North Dakota State University und ins Fach Zoologie, in dem er 1962 den Bachelor-Grad erwarb. Dank eines Rhodes-Stipendiums wurde er danach in Eltons Arbeitsgruppe an der University of Oxford aufgenommen und dort 1966 promoviert. Er verzichtete auf die Möglichkeit, nach seinem Doktorat an der renommierten University of Michigan oder der Yale University tätig zu werden, da sie sich – aus seiner Sicht – in allzu urbanen Regionen befanden, stattdessen nahm er eine Professur an der erst 1963 gegründeten Trent University im kanadischen Peterborough (Ontario) an.

## Forschung
Der Wechsel in die kanadische Provinz Ontario geschah zur gleichen Zeit, als die Vorbereitungen für die geplante Forschungseinrichtung Experimental Lakes Area begonnen hatten – an 46 ausgewählte Seen sollte erkundet werden, wodurch die wiederholten Algenblüte in den Großen Seen verursacht worden waren. 1968 übernahm Schindler als Gründungsdirektor die Leitung der Forschungsstation der Experimental Lakes Area im Kenora District, Ontario, finanziert vom Fisheries Research Board of Canada. Erst 1989 verließ er Ontario, nachdem er zum Killam Memorial Chair und Professor für Ökologie an der University of Alberta berufen worden war, eine Position, die er bis 2013 innehatte. Zugleich mit ihm wechselte auch seine Ehefrau, die Limnologin Suzanne Bayley, auf eine Professur an die University of Alberta.
Die Experimente im Bereich der Experimental Lakes Area war die ersten Studien, in denen ein kompletter See als Testgebiet zur Verfügung stand. Anfang der 1960er-Jahre galt Forschern die Hypothese als plausibel, dass der Eintrag von Kohlenstoff in Gewässer zur Eutrophierung führe. Die Experimente von David Schindlers Arbeitsgruppe widerlegten diese Annahme 1973: See 226 wurde mittels einer Kunststoff-Barriere zweigeteilt, die eine Hälfte wurde künstlich mit Kohlenstoff und Stickstoff, die andere Hälfte mit Kohlenstoff, Stickstoff und zusätzlich mit Phosphor gedüngt. Mit dem Ergebnis, dass nur in der mit Phosphor gedüngten Hälfte eine Algenblüte auftrat (siehe dazu den Link zur Luftaufnahme von See 226 im Abschnitt Weblinks). Der ökologische Hintergrund hierfür ist, dass Kohlenstoff und Stickstoff für Algen und photosynthetisch aktive Bakterien leicht aus der Luft zu gewinnen sind, nicht aber Phosphor, weswegen dieses chemische Element der begrenzende Faktor für das Wachstum der photosynthetisch aktiven Organismen ist.
Gleichfalls erforscht wurden von Schindler in den mehr als 20 Jahren seiner Mitarbeit in der Experimental Lakes Area die Auswirkungen von Saurem Regen auf die Gewässer. Auf diese Weise trug er dazu bei, dass weltweit die Umweltgesetzgebung verschärft wurde. Die seit Ende der 1960er-Jahre erhobenen Messdaten aus jenen Seen, in denen nie Experimente durchgeführt wurden, da sie als Kontrollgewässer dienten, haben in den zurückliegenden mehr als 50 Jahren den weltweit größten Datenbestand über die Auswirkungen des Klimawandels auf Binnengewässer geliefert.
Anfang des 21. Jahrhunderts widmete Schindler sich den Folgen, die der Abbau von Ölsand auf die Tier- und Pflanzenwelt im Peace-Athabasca-Delta des Wood-Buffalo-Nationalparks hatte. Frühere Studien hatten ergeben, dass die Ökosysteme durch den Abbau nicht beeinflusst würden. Das Erfahrungswissen indigener Gemeinschaften entlang des Athabasca River ließ jedoch den Schluss zu, dass es durchaus Veränderungen gab. Schindler griff diese Beobachtungen auf, und Mitglieder seiner Arbeitsgruppe konnten 2008 den zunehmenden Eintrag von diversen Metallen und von polycyclischen aromatischen Kohlenwasserstoffen nachweisen.

## Ehrungen (Auswahl)
- 1983: Mitglied der Royal Society of Canada[1]
- 1989: Naumann-Thienemann-Medaille[8]
- 1991: Stockholm Water Prize der Stockholm Water Foundation[9]
- 1998: Volvo Environment Prize[10]
- 2001: Mitglied der Royal Society[11]
- 2001: Gerhard Herzberg Canada Gold Medal for Science and Engineering
- 2002: Mitglied der National Academy of Sciences[12]
- 2003: Mitglied der Königlich Schwedischen Akademie der Ingenieurwissenschaften[1]
- 2004: Order of Canada: Officer[13]
- 2006: Tyler Prize for Environmental Achievement[14]
- 2012: Queen Elizabeth II’s Diamond Jubilee Medal[15]

## Schriften (Auswahl)
- David W. Schindler: Evolution of Phosphorus Limitation in Lakes. In: Science. Band 195, Nr. 4275, 1977, S. 260–262, doi:10.1126/science.195.4275.260.
- David W. Schindler: Eutrophication and Recovery in Experimental Lakes: Implications for Lake Management. In: Science. Band 184, Nr. 4139, 1974, S. 897–899, doi:10.1126/science.184.4139.897.
- David W. Schindler et al.: Long-Term Ecosystem Stress: The Effects of Years of Experimental Acidification on a Small Lake. In: Science. Band 228, Nr. 4706, 1985, S. 1395–1401, doi:10.1126/science.228.4706.1395.
- David W. Schindler et al.: Natural Sources of Acid Neutralizing Capacity in Low Alkalinity Lakes of the Precambrian Shield. In: Science. Band 232, Nr. 4752, 1986, S. 844–847, doi:10.1126/science.232.4752.844.
- David W. Schindler: The mysterious missing sink. In: Nature. Band 398, 1999, S. 105–107, doi:10.1038/18111.
- David W. Schindler und W. F. Donahue: An impending water crisis in Canada's western prairie provinces. In: PNAS. Band 103, Nr. 19, 2006, S. 7210–7216, doi:10.1073/pnas.0601568103.
- Erin N. Kelly, Jeffrey W. Short, David W. Schindler et al.: Oil sands development contributes elements toxic at low concentrations to the Athabasca River and its tributaries. In: PNAS. Band 106, Nr. 52, 2009, S. 22346–22351, doi:10.1073/pnas.0912050106.
- Erin N. Kelly, David W. Schindler et al.: Oil sands development contributes elements toxic at low concentrations to the Athabasca River and its tributaries. In: PNAS. Band 107, Nr. 37, 2010, S. 16178–16183, doi:10.1073/pnas.1008754107.
- David W. Schindler: The Algal Bowl: Overfertilization of the World's Freshwaters and Estuaries. Routledge, 2020, ISBN 978-113847452-9.

## Belege
1. 1 2 3   Eintrag David Schindler. In: The Canadian Encyclopedia. Stand vom 26. März 2021.
2. ↑  David W. Schindler: Eutrophication and Recovery in Experimental Lakes: Implications for Lake Management. In: Science. Band 184, Nr. 4139, 1974, S. 897–899, doi:10.1126/science.184.4139.897.
3. 1 2  Peter R. Leavitt et al.: David W. Schindler – Icon and Iconoclast. In: Limnology and Oceanography Bulletin. Band 30, Nr. 2, 2021, S. 1–5, doi:10.1002/lob.10440, Volltext.
4. 1 2   Karen A. Kidd et al.: David W. Schindler (1940–2021): Trailblazing scientist and advocate for the environment. In: PNAS. Band 118, Nr. 21, 2021, e2106365118, doi:10.1073/pnas.2106365118.
5. ↑  Nick Zagorski: Profile of David W. Schindler. In: PNAS. Band 103, Nr. 19, 2006, S. 7207–7209, doi:10.1073/pnas.0602793103.
6. 1 2   Vincent L. St. Louis et al.: David William Schindler (1940–2021). In: Science. Band 372, Nr. 6541, 2021, S. 468, doi:10.1126/science.abi8814.
7. ↑  Kootenay Conservation Programm: Faces and Places: Suzanne Bayley.
8. ↑  Naumann-Thienemann Medals auf dem Server der International Society of Limnology.
9. ↑  David W. Schindler auf dem Server der Stockholm Water Foundation.
10. ↑  Malin Falkenmark, David Schindler.
11. ↑  Professor David Schindler FRS, Fellow der Royal Society.
12. ↑  David W. Schindler auf dem Server der National Academy of Sciences.
13. ↑  Climate and Water Issues in the Athabasca River Basin: Presented by David Schindler. (Memento vom 9. Juli 2021 im Internet Archive). Im Original publiziert durch die Athabasca University im Jahr 2004.
14. ↑  Schindler earns Tyler Award.
15. ↑  Queen Elizabeth II’s Diamond Jubilee Medal (2012).

| Personendaten    | Personendaten                                     |
| ---------------- | ------------------------------------------------- |
| NAME             | Schindler, David W.                               |
| ALTERNATIVNAMEN  | Schindler, David William                          |
| KURZBESCHREIBUNG | US-amerikanisch-kanadischer Ökologe und Limnologe |
| GEBURTSDATUM     | 3. August 1940                                    |
| GEBURTSORT       | Fargo, North Dakota, USA                          |
| STERBEDATUM      | 4. März 2021                                      |
| STERBEORT        | Brisco, British Columbia, Kanada                  |